# وست‌دورپ
وست‌دورپ (به هلندی: Westdorp) یک منطقهٔ مسکونی در هلند است که در بورخر-ادورن واقع شده‌است. وست‌دورپ ۱۳۵ نفر جمعیت دارد.